# Larroque-Toirac
Larroque-Toirac é uma comuna francesa na região administrativa da Occitânia, no departamento de Lot. Estende-se por uma área de 6.56 km², e possui 134 habitantes, segundo o censo de 2018, com uma densidade de 20 hab/km².